# 支援部隊冰川
82°45′S 046°30′W / 82.750°S 46.500°W
支援部隊冰川（英語：Support Force Glacier）是南極洲的冰川，位於彭薩科拉山脈，流經福里斯特爾山脈和阿根廷山脈之間，最終注入龍尼-菲爾希納冰架，根據美國地質調查局的測量和美國海軍的空中照片被繪入地圖。